# Carla Cook

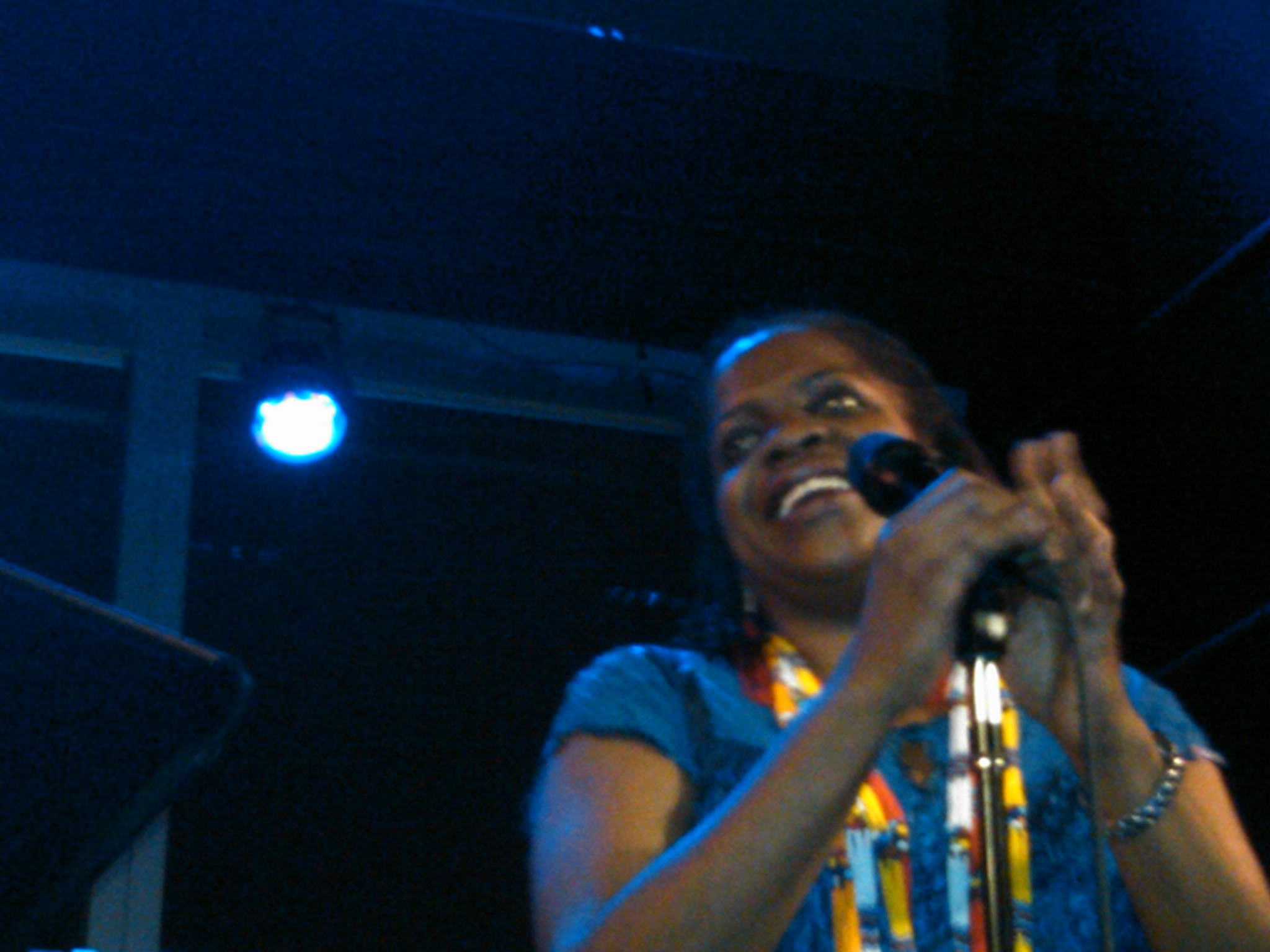
Carla Cook (2011)

Carla Cook (* um 1962 in Detroit, Michigan) ist eine US-amerikanische Jazz-Sängerin.

## Leben
Cook sang als Kind im Kirchenchor einer methodistischen Kirche ihrer Heimatstadt. Sie nahm privaten Gesangs- und Klavierunterricht und spielte Kontrabass im Orchester ihrer Highschool. Sie ging dann nach Boston, wo sie an der Northeastern University Sprechwissenschaft studierte. Hier gründete sie auch ihre erste Jazzband.
1990 ging sie nach New York, wo sie in der Jazzclub-Szene von Manhattan aktiv war und an einer Junior High School Sozialkunde unterrichtete. 1993 unterrichtete sie Jazzgesang in Basel und Freiburg im Breisgau. 1998 unterschrieb sie einen Vertrag mit dem Jazzlabel MAXJAZZ, wo 1999 ihr Debütalbum All About Love erschien. Die CD wurde für den Grammy in der Kategorie Best Jazz Vocal Performance nominiert und erhielt 2000 den AFIM Indie Award.
Cook singt neben Jazz auch Rhythm-and-Blues-, Rock- und andere Titel, wie zum Beispiel das englische Volkslied Scarborough Fair, Marvin Gayes Inner City Blues, Bobbie Gentrys Ode to Billie Joe und Neil Youngs Heart of Gold.

## Diskographische Hinweise
- It's All About Love (Maxjazz, 1999) mit Daryl Hall, Kenny Davis, Regina Carter, Cyrus Chestnut, Andy Milne, George Gray, Jeff Haynes, Billy Kilson
- Dem Bones (Maxjazz, 2001) mit Craig Harris, Fred Wesley, Tyrone Jefferson, Cyrus Chestnut, James Genus, Jeff Haynes, Billy Kilson
- Simply Natural (Maxjazz, 2002) mit Kenny Davis, Bruce Barth, Cyrus Chestnut, Billy Kilson, Steve Kroon